# Bosmeester
De bosmeester of makaslang (Lachesis muta) is een slang uit de familie adders (Viperidae), onderfamilie groefkopadders (Crotalinae).

## Naam en indeling
De wetenschappelijke naam van de soort werd voor het eerst voorgesteld door Carl Linnaeus in 1766. Oorspronkelijk werd deze terrestrische slang beschreven als Crotalus mutus, wat 'stomme ratelslang' betekent. De slang is namelijk sterk verwant aan de ratelslangen (Crotalus) maar heeft geen ratelorgaan aan de staart. De wetenschappelijke naam werd lange tijd gespeld als Lachesis mutus, zodat deze opduikt in de literatuur.

## Uiterlijke kenmerken
De maximale lengte is 3,7 meter, maar de meeste exemplaren blijven daar ver onder, veel dieren zijn tussen de 2 en 3 meter. Hiermee is het de langste groefkopadder ter wereld, alsmede de langste Pan-Amerikaanse gifslang. Het lichaam heeft een lichtbruine basiskleur, met ruit-vormige bruine vlekken op de rug; de ruiten eindigen in een dorsale streep over de flanken. Er zijn enige kleurvariaties en de slang is ook wel te herkennen aan de zeer ruwe, bijna regelmatig wrattige schubben. De kop is enigszins afgeplat en ei-vormig en heeft geen uitsteeksels. De staart eindigt in een verharde punt

## Levenswijze
Het legsel bestaat uit acht tot vijftien eieren, hetgeen ongewoon is voor een adder. De eieren worden door de moeder bewaakt, totdat ze uitkomen. Op het menu staan voornamelijk knaagdieren, de bosmeester is geen klimmer en loert verscholen tussen de bladeren op de bodem op prooidieren, meestal bij een boomstronk. De slang kan grote prooidieren aan in vergelijking met andere adderachtigen.

## Giftigheid
De bosmeester is zo giftig dat een mens na een beet zonder medische hulp tamelijk snel kan sterven. Een geïrriteerde bosmeester waarschuwt de verstoorder door met de staartpunt tegen de bodem te tappen, net als een ratelslang. De gifslang jaagt 's nachts en komt nooit in dichte woongebieden van de mens voor, dus de kans op een treffen is niet zo groot als bij de meeste adders. Maar ook herten en andere grote zoogdieren die bij verstoring gebeten worden, overleven dit vaak niet. Juist omdat deze soort veelal in dunbevolkte, diepe oerwouden leeft in de afwezigheid van steden, zijn de weinige beten die worden toegebracht altijd zeer ernstig.
De slangen hebben zogenaamd hemotoxisch gif dat het bloed van gewervelden aantast, hierdoor ontstaan inwendige bloedingen en orgaanschade. De slang spuit het gif met grote kracht in en door de lange giftanden van de slang wordt het gif diep geïnjecteerd, wat de effectiviteit sterk bevordert. Ook de wetenschappelijke naam refereert aan de giftige beet en verwijst naar een van de drie schikgodinnen uit de Griekse mythologie. Lachesis was de godin die bepaalde hoelang men nog te leven had.

## Verspreiding en habitat
De bosmeester leeft in delen van de Amazone-streek in Zuid-Amerika en komt voor in de landen Colombia, Ecuador, Brazilië, Venezuela, Suriname, Frans-Guyana, Guyana, Trinidad, Peru en Bolivia. De habitat bestaat uit tropische en subtropische bossen.